# Diana Shnaider
Diana Shnaider, född den 2 april 2004, är en rysk professionell tennisspelare.
2024 tog hon sig till kvartsfinal i dubbelturneringen i franska öppna. Vid OS 2024 tog hon tillsammans med Mirra Andreeva silver i damernas dubbelturnering.